# 瀬戸電気鉄道ホ101形電車

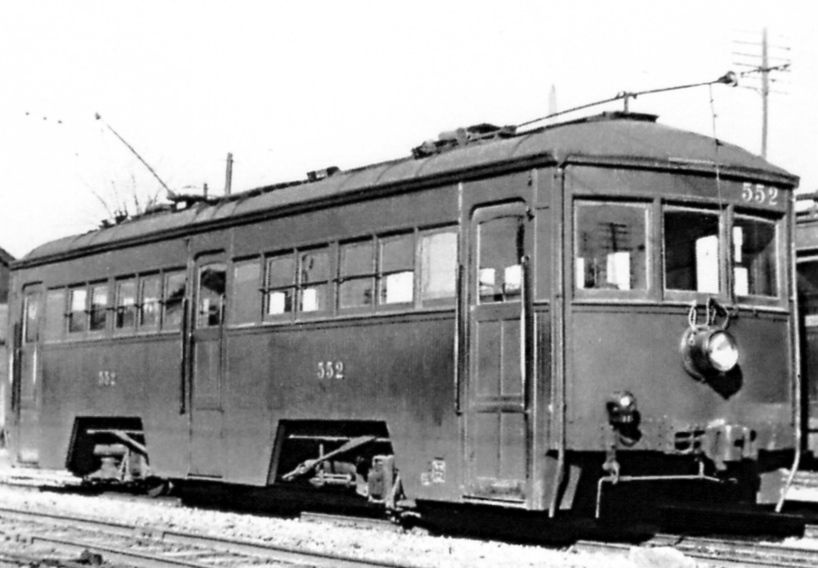
モ550形552

瀬戸電気鉄道ホ101形電車（せとでんきてつどうホ101がたでんしゃ）は、1925年（大正14年）に瀬戸電気鉄道が新製した、同社初の2軸ボギー構造を採用した電車である。瀬戸電の名古屋鉄道（名鉄）合併後はモ550形（初代）に改称・改番された。

## 沿革
14 m級3扉車体を持つ木造車で、ホ101・102の2両が日本車輌製造で新製された。鉄道線用車両であったが当時のホーム高さの関係で客用扉部にステップが設置されており、その外観は路面電車用車両に近いものがあった。1939年（昭和14年）に瀬戸電気鉄道が名古屋鉄道に吸収合併され、1941年（昭和16年）の形式称号改訂により本形式はモ550形（初代）551・552と改称・改番された。
合併後も瀬戸線で運用されていたが、1962年（昭和37年）に電装解除の上ク2240形2241・2242と改称・改番された。同時に揖斐線・谷汲線に転属して使用された後、1965年（昭和40年）に廃車となった。

## 主要諸元
- 全長：14,173mm
- 全幅：2,667mm
- 全高：4,261mm
- 自重：20.32t
- 定員：90人（内座席22人）
- 電気方式：直流600V（架空電車線方式）
- 台車：ブリル77-E-1